# Ruder-Europameisterschaften 2018 – Leichtgewichts-Doppelzweier (Männer)

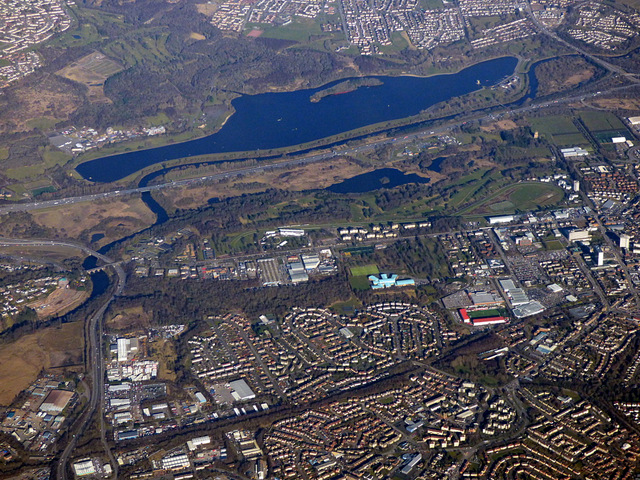
Luftbild der Regattastrecke Strathclyde Loch

Im Rahmen der Ruder-Europameisterschaften 2018 wurde zwischen dem 2. und 5. August 2018 der Wettbewerb im Leichtgewichts-Doppelzweier der Männer auf der Regattastrecke Strathclyde Loch ausgetragen. Es nahmen insgesamt 17 Mannschaften teil und der Wettbewerb bestand aus drei Vorläufen, zwei Hoffnungsläufen, zwei Halbfinals sowie drei Finals.

## Wettbewerb

### Vorläufe
Die drei Vorläufe wurden am 2. August 2018 ausgetragen. Die beiden bestplatzierten der Vorläufe qualifizierten sich für die Halbfinale, während die anderen über den Hoffnungslauf die Möglichkeit hatten, sich für die Halbfinale zu qualifizieren.

#### Vorlauf 1
| Platz | Namen                            | Nation       | Zeit (min) | Qualifikation |
| ----- | -------------------------------- | ------------ | ---------- | ------------- |
| 1     | Kristoffer Brun Are Strandli     | Norwegen     | 6:23,08    | Halbfinale    |
| 2     | Tim Brys Niels van Zandweghe     | Belgien      | 6:24,53    | Halbfinale    |
| 3     | Ninos Nikolaidis Ioannis Marokos | Griechenland | 6:24,86    | Hoffnungslauf |
| 4     | Julian Schöberl Paul Sieber      | Österreich   | 6:37,57    | Hoffnungslauf |
| 5     | Filip Nilsson Mattias Johansson  | Schweden     | 6:40,88    | Hoffnungslauf |
| 6     | Anton Kuranow Nazar Lifshitc     | Russland     | 6:41,35    | Hoffnungslauf |

#### Vorlauf 2
| Platz | Namen                           | Nation         | Zeit (min) | Qualifikation |
| ----- | ------------------------------- | -------------- | ---------- | ------------- |
| 1     | Stefano Oppo Pietro Ruta        | Italien        | 6:24,42    | Halbfinale    |
| 2     | Jerzy Kowalski Miłosz Jankowski | Polen          | 6:25,13    | Halbfinale    |
| 3     | Zak Lee-Green Jamie Copus       | Großbritannien | 6:26,36    | Hoffnungslauf |
| 4     | Pedro Fraga Alfonso Costa       | Portugal       | 6:32,08    | Hoffnungslauf |
| 5     | Marek Režňák Peter Zelinka      | Slowakei       | 6:46,24    | Hoffnungslauf |
| 6     | Marko Bolha Jaka Malesić        | Slowenien      | 7:01,55    | Hoffnungslauf |

#### Vorlauf 3
| Platz | Namen                         | Nation     | Zeit (min) | Qualifikation |
| ----- | ----------------------------- | ---------- | ---------- | ------------- |
| 1     | Gary O’Donovan Paul O’Donovan | Irland     | 6:27,99    | Halbfinale    |
| 2     | Thomas Baroukh Pierre Houin   | Frankreich | 6:29,83    | Halbfinale    |
| 3     | Igor Khmara Stanislaw Kowalow | Ukraine    | 6:33,63    | Hoffnungslauf |
| 4     | Jiří Šimánek Miroslav Vrastil | Tschechien | 6:34,87    | Hoffnungslauf |
| 5     | Andri Strunzina Julian Müller | Schweiz    | 6:36,04    | Hoffnungslauf |

### Hoffnungsläufe
Die beiden Hoffnungsläufe wurden am 3. August 2018 ausgetragen. Die drei Bestplatzierten qualifizierten sich für die Halbfinale. Die restlichen Starter rudern im C-Finale um die weiteren Plätze.

#### Hoffnungslauf 1
| Platz | Namen                            | Nation         | Zeit (min) | Qualifikation |
| ----- | -------------------------------- | -------------- | ---------- | ------------- |
| 1     | Zak Lee-Green Jamie Copus        | Großbritannien | 6:26,06    | Halbfinale    |
| 2     | Marek Režňák Peter Zelinka       | Slowakei       | 6:26,25    | Halbfinale    |
| 3     | Jiří Šimánek Miroslav Vrastil    | Tschechien     | 6:27,95    | Halbfinale    |
| 4     | Ninos Nikolaidis Ioannis Marokos | Griechenland   | 6:32,69    | C-Finale      |
| 5     | Anton Kuranow Nazar Lifshitc     | Russland       | 6:38,72    | C-Finale      |

#### Hoffnungslauf 2
| Platz | Namen                           | Nation     | Zeit (min) | Qualifikation |
| ----- | ------------------------------- | ---------- | ---------- | ------------- |
| 1     | Igor Khmara Stanislaw Kowalow   | Ukraine    | 6:25,06    | Halbfinale    |
| 2     | Julian Schöberl Paul Sieber     | Österreich | 6:26,36    | Halbfinale    |
| 3     | Pedro Fraga Alfonso Costa       | Portugal   | 6:26,74    | Halbfinale    |
| 4     | Andri Strunzina Julian Müller   | Schweiz    | 6:27,17    | C-Finale      |
| 5     | Filip Nilsson Mattias Johansson | Schweden   | 6:40,48    | C-Finale      |
| 6     | Marko Bolha Jaka Malesić        | Slowenien  | 6:44,32    | C-Finale      |

### Halbfinale
Die beiden Halbfinale wurden am 4. August 2018 ausgetragen. Die drei Bestplatzierten qualifizierten sich für das A-Finale. Die restlichen Starter rudern im B-Finale um die weiteren Plätze.

#### Halbfinale 1
| Platz | Namen                         | Nation     | Zeit (min) | Qualifikation |
| ----- | ----------------------------- | ---------- | ---------- | ------------- |
| 1     | Kristoffer Brun Are Strandli  | Norwegen   | 6:26,12    | A-Finale      |
| 2     | Stefano Oppo Pietro Ruta      | Italien    | 6:27,21    | A-Finale      |
| 3     | Igor Khmara Stanislaw Kowalow | Ukraine    | 6:28,45    | A-Finale      |
| 4     | Thomas Baroukh Pierre Houin   | Frankreich | 6:34,19    | B-Finale      |
| 5     | Marek Režňák Peter Zelinka    | Slowakei   | 6:44,50    | B-Finale      |
| 6     | Pedro Fraga Alfonso Costa     | Portugal   | 6:47,34    | B-Finale      |

#### Halbfinale 2
| Platz | Namen                           | Nation         | Zeit (min) | Qualifikation |
| ----- | ------------------------------- | -------------- | ---------- | ------------- |
| 1     | Gary O’Donovan Paul O’Donovan   | Irland         | 6:28,14    | A-Finale      |
| 2     | Tim Brys Niels van Zandweghe    | Belgien        | 6:28,68    | A-Finale      |
| 3     | Jerzy Kowalski Miłosz Jankowski | Polen          | 6:29,27    | A-Finale      |
| 4     | Zak Lee-Green Jamie Copus       | Großbritannien | 6:29,49    | B-Finale      |
| 5     | Julian Schöberl Paul Sieber     | Österreich     | 6:32,53    | B-Finale      |
| 6     | Jiří Šimánek Miroslav Vrastil   | Tschechien     | 6:33,55    | B-Finale      |

### Finalläufe
Die drei Finalläufe wurden am 5. August 2018 ausgetragen.

#### A-Finale
| Platz | Name                            | Nation   | Zeit (min)  | Zeit (min)  | Zeit (min)  | Zeit (min) |
| Platz | Name                            | Nation   | 0500 m      | 1000 m      | 1500 m      | 2000 m     |
| ----- | ------------------------------- | -------- | ----------- | ----------- | ----------- | ---------- |
| 1     | Kristoffer Brun Are Strandli    | Norwegen | 1:33,03 (2) | 3:10,09 (1) | 4:46,48 (1) | 6:20,85    |
| 2     | Gary O’Donovan Paul O’Donovan   | Irland   | 1:34,70 (4) | 3:11,52 (3) | 4:47,97 (2) | 6:22,84    |
| 3     | Stefano Oppo Pietro Ruta        | Italien  | 1:32,55 (1) | 3:10,45 (2) | 4:48,26 (3) | 6:23,32    |
| 4     | Tim Brys Niels van Zandweghe    | Belgien  | 1:35,10 (5) | 3:12,89 (4) | 4:50,45 (4) | 6:24,83    |
| 5     | Jerzy Kowalski Miłosz Jankowski | Polen    | 1:35,27 (6) | 3:13,29 (6) | 4:52,21 (6) | 6:28,04    |
| 6     | Igor Khmara Stanislaw Kowalow   | Ukraine  | 1:34,69 (3) | 3:13,24 (5) | 4:52,13 (5) | 6:28,42    |

#### B-Finale
| Platz | Namen                         | Nation         | Zeit (min) |
| ----- | ----------------------------- | -------------- | ---------- |
| 7     | Thomas Baroukh Pierre Houin   | Frankreich     | 6:26,20    |
| 8     | Zak Lee-Green Jamie Copus     | Großbritannien | 6:26,71    |
| 9     | Marek Režňák Peter Zelinka    | Slowakei       | 6:27,93    |
| 10    | Julian Schöberl Paul Sieber   | Österreich     | 6:28,33    |
| 11    | Jiří Šimánek Miroslav Vrastil | Tschechien     | 6:29,79    |
| 12    | Pedro Fraga Alfonso Costa     | Portugal       | 6:32,45    |

#### C-Finale
| Platz | Namen                            | Nation       | Zeit (min) |
| ----- | -------------------------------- | ------------ | ---------- |
| 13    | Andri Strunzina Julian Müller    | Schweiz      | 6:26,64    |
| 14    | Ninos Nikolaidis Ioannis Marokos | Griechenland | 6:28,43    |
| 15    | Filip Nilsson Mattias Johansson  | Schweden     | 6:33,89    |
| 16    | Anton Kuranow Nazar Lifshitc     | Russland     | 6:37,73    |
| 17    | Marko Bolha Jaka Malesić         | Slowenien    | 6:39,27    |